# Diedre Murray
Diedre Murray (Nueva York, 28 de noviembre de 1951) es una violonchelista y compositora estadounidense que trabaja en el sector del jazz y teatro musical. También trabaja como productora discográfica y curadora.
Como intérprete, ha trabajado con Leroy Jenkins, Henry Threadgill, Muhal Richard Abrams, James Brown y Archie Shepp, entre otros, además de dirigir sus conjuntos, y ha aparecido en más de 50 grabaciones como violonchelista, compositora, arreglista o productora.
Nacida en Nueva York, Murray obtuvo una licenciatura en etnomusicología en el Hunter College y estudió en la Manhattan School of Music.

## Carrera
La Murray fue curadora de programas de música en la década de 1990 y principios de la década de 2000, entre los cuales era la programación del Jamaica Arts Center, Jazz at St. Mary's, PS 122 y 53rd Street Y. Es cocreadora (junto con Craig Harris) del Firewall Festival, que se presentó en la ciudad de Nueva York y Filadelfia.
En 1998, Murray desarrolló la ópera de jazz The Running Man, para la que escribió la historia original, la partitura y el libro con los colaboradores Cornelius Eady y Diane Paulus. Murray también concibió Songbird: The Life and Times of Ella Fitzgerald, para la que escribió la música original. Recibió una beca del Commissioning Project para escribir Eleven Elements of Joy para orquesta, que debutó en junio de 1999.
En 2000 escribió una pieza de cámara y coral para el Commissioning Project. En 2001 escribió arreglos para el musical Eli's Coming, por el que ganó su segundo Obie.

## Premios
- Premio Obie, El hombre que corre, 1999 [5]
- Finalista del Premio Pulitzer de Drama, The Running Man, 1999 [6]
- Premio Obie, Eli's Comin', 2002 [7]
- Premio Lilly al compositor, 2015 [8]

## Discografía parcial

### Como líder o colíder
- Tormenta de fuego 1992 (Victo)
- 1994 Stringology con Fred Hopkins ( Black Saint )
- Profecía de 1998 con Fred Hopkins (Ya era hora)

### Como acompañante
Con Leroy Jenkins y la Jazz Composer's Orchestra
- Sólo para jugadores (1975)

Con Muhal Richard Abrams
- La Suite de la Audiencia (1989)

Con Marvin «Hannibal» Peterson
- Los hijos del fuego (1973)
- Aníbal (1975)
- Aníbal en Berlín (1976)
- Hannibal en vivo en Antibes (1977)
- Hannibal en vivo en Berlín (1977)
- Aníbal en Lausana (1978)
- La luz (1978)
- Naima (1978)
- Homenaje (1979)
- Los niños de Atlanta (1981)
- Visiones de un nuevo mundo (1989)

Con Henry Threadgill
- Sólo los hechos y Pasar el balde (1983)
- Sujeto a cambios (1985)
- Conoces el número (1986)
- Fácilmente se desliza hacia otro mundo (1987)
- Trapo, arbusto y todo (1988)[9]